# Museo nazionale storico degli Alpini
Il Museo Nazionale Storico degli Alpini è una struttura italiana, nata con lo scopo di raccogliere la maggior parte della storia del corpo militare degli Alpini.
Il museo si trova sulla cima del Doss Trento, anche conosciuto come monte Verruca, a Trento, nei pressi del Mausoleo di Cesare Battisti. Il museo fa parte della Rete Trentino Grande Guerra.

## Storia

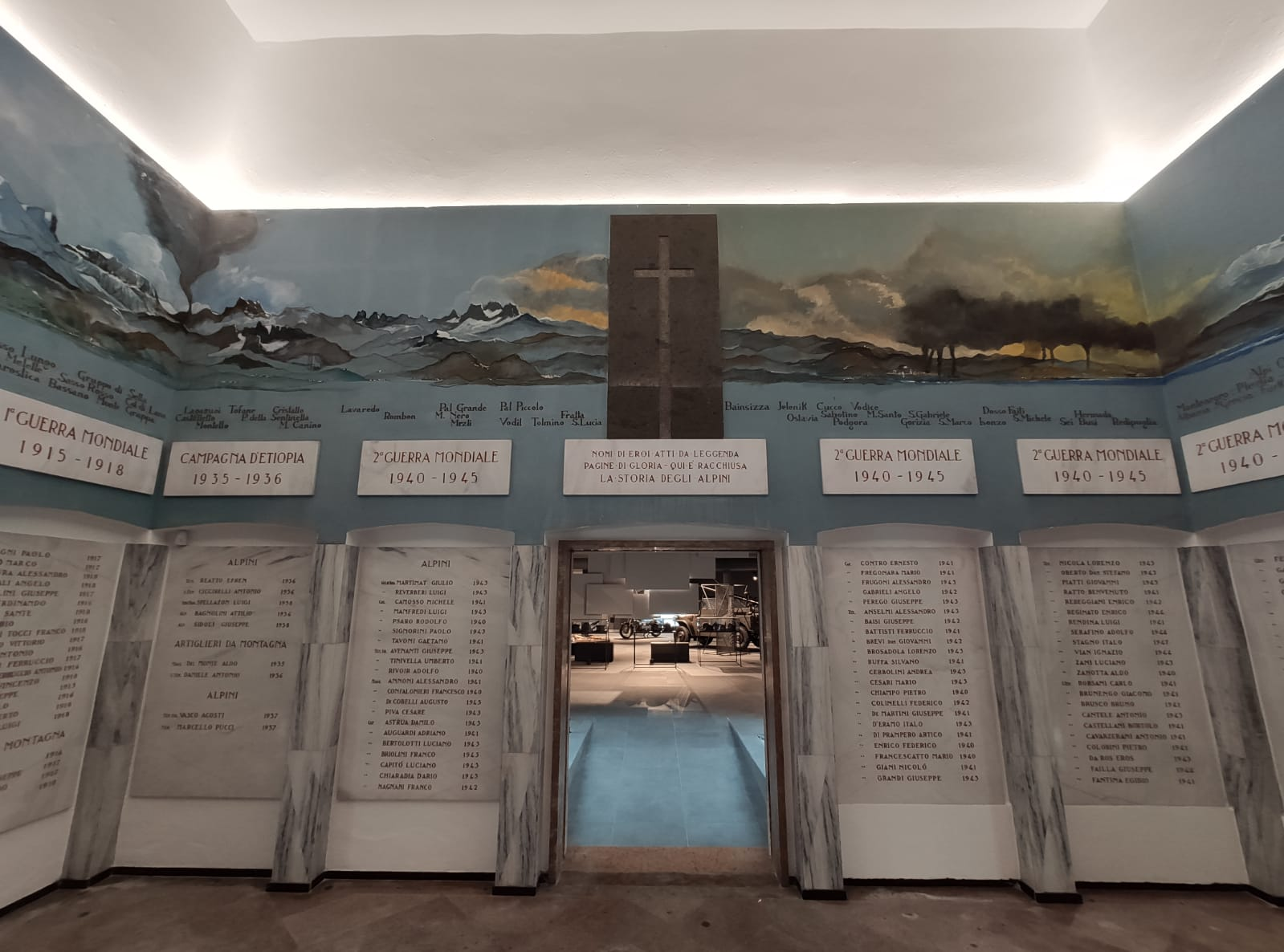
Sacrario delle Medaglie d'Oro

Il museo nacque su iniziativa della Legione trentina (Associazione volontari della grande guerra), con il sostegno del comando superiore delle truppe alpine e dell'Associazione Nazionale Alpini (ANA). L'idea fu accolta nel 1938 dal governo italiano che istituì la Fondazione acropoli alpina, e si decise che la sua collocazione doveva essere su Doss Trento, storico luogo di insediamenti anche romani, vicino al mausoleo dedicato a Cesare Battisti.
Il progetto originale prevedeva la costruzione di un'opera davvero imponente, con relative strade d'accesso e un piazzale per completare il monumento. La strada iniziata nel 1940 fu costruita da un distaccamento di alpini sul monte Verrucca, appartenenti a tutte e 5 le divisioni alpine. Venne inaugurata nel 1942.
In seguito alla seconda guerra mondiale, il costo dell'opera non era più sostenibile e la fondazione rinunciò quindi al progetto iniziale. Fortunatamente nel 1953 il comune della città di Trento dono' l'ex-polveriera austriaca, e permise di porre la prima pietra del futuro museo il 24 maggio 1956. Il 15 marzo 1958, in occasione della 31ª adunata nazionale degli alpini a Trento, vi fu l'inaugurazione ufficiale.
Dopo alcune difficoltà che interessarono la Strada degli Alpini,dovute alla cedevolezza delle pareti del Doss, per alcuni anni il Museo non poté essere raggiunto; a seguito delle frane dalle pareti e della messa in sicurezza della strada il Museo ebbe una seconda inaugurazione nel maggio del 1964.
Dati gli spazi esigui, il Museo si è sempre prestato ad essere un sacrario più che un museo vero e proprio: dalla corrispondenza privata di uno dei segretari della Fondazione leggiamo un commento celebre di Paolo Caccia Dominioni, che disse “Il Museo è bello ma è piccolo”.
Vi fu un’opera sistematica di comunicazione e ricerca da parte dei Presidenti della Fondazione Acropoli Alpina, così come dei segretari tra i quali desideriamo ricordare Giovanni Strobele e Gino Della valle, che con accuratissima dovizia catalogarono e censirono quello che oggi è il patrimonio archivistico del Museo Nazionale Storico degli Alpini. Inoltre, nel corso degli anni, il Museo fu destinatario di numerose donazioni, sia da parte di illustri personaggi, come ad esempio la Vedova del Generale Adami ed il Generale Rasero, sia da parte degli alpini e delle famiglie degli alpini “andati avanti”.
Nel 1978 la Fondazione Acropoli Alpina venne sciolta e le sue funzioni ed il proprio patrimonio storico vennero trasferiti al Ministero della Difesa, che da allora lo cura e lo amministra.
All'inizio degli anni 2000 il Museo subì un piccolo ampliamento strutturale: venne costruita la biblioteca,  che negli anni continuò ad incrementare il proprio patrimonio archivistico.
Il 2 aprile 2008 si è costituita un'associazione, "Amici del museo storico nazionale degli alpini", avente lo scopo di sostenere le varie attività del museo, con ricerche, pubblicazioni ed eventi pubblici per far conoscere sempre di più la storia del corpo degli alpini. Tra i più importanti soci dell'associazione si trovano l'ANA, il comune della città di Trento e la stessa provincia di Trento.
Nell'agosto del 2017 il Museo viene chiuso al pubblico, ponendo “il punto” al Museo per come era conosciuto e gettando le basi per il nuovo Museo.
Il Museo attuale nasce da un’idea dell’allora Direttore, il Generale di Divisione del Ruolo D’Onore Stefano Basset, in concerto con l’Associazione Amici del Museo Nazionale Storico degli Alpini; associazione nata nel 2008, con il fine di valorizzare il Museo ed il suo patrimonio storico.
L’idea iniziale del Generale Basset ha trovato il pieno sostegno del Presidente dell’Associazione Nazionale Alpini (A.N.A.) l’Ing. Favero, essa è stata patrocinata dal primo Presidente dell'Associazione Amici del Museo, Attilio Martini; la stessa visione, divenuta poi un progetto di realizzazione, è stata perseguita con la stessa tenacia dal successore di Martini, il Presidente Roberto Bertuol.
La prima convenzione di intesa è stata firmata durante la 90^ Adunata Nazionale dell’A.N.A. nel maggio del 2017 dall'allora Capo di Stato Maggiore della Difesa, il Generale Claudio Graziano insieme al Presidente Favero.
I lavori iniziarono nel 2018 con il progetto e la guida artistica dell’Architetto Andrea Tomasi e proseguirono grazie alla costante supervisione del Direttore dei Lavori, l’Ingegnere Gianfranco Canestrini. Dopo l’intervento iniziale del 2º Reggimento Genio Guastatori Alpino, entrarono in campo le numerose ditte appaltate per l’incarico.  Al loro fianco, un grandissimo e consistente lavoro fu realizzato dagli infaticabili Volontari dell’ANA che si avvicendarono per mesi nell'operare alla realizzazione del Museo.
Tutti i lavori sono stati seguiti con costanza ed estremo impegno dal Presidente della Sezione di Trento Maurizio Pinamonti assieme al Tenente Colonnello Giulio Lepore, che ha avvicendò il Generale Basset nella direzione del Museo da luglio del 2019.
Il 13 ottobre 2019, l’A.N.A. organizza la cerimonia di inaugurazione della struttura del Museo, alla presenza delle Autorità Civili e Militari: ad essa perteciparono anche numerosissimi gruppi alpini. Dal giorno successivo ripresero gli ultimi lavori di rifinitura necessari alla riconsegna della struttura alla Forza Armata.
Successivamente, grazie al finanziamento da parte del Comune di Trento ed in particolare alla precisa volontà del Sindaco Alessandro Andreatta, inizia una fase concettuale e di studio per la nascita del nuovo progetto espositivo. Sarà realizzato a cura della 490Studio di Trento, una ditta specializzata in museografia che in stretta collaborazione con il Generale Basset ed il Direttore, Tenente Colonnello Lepore, realizzano il progetto.

## Il museo

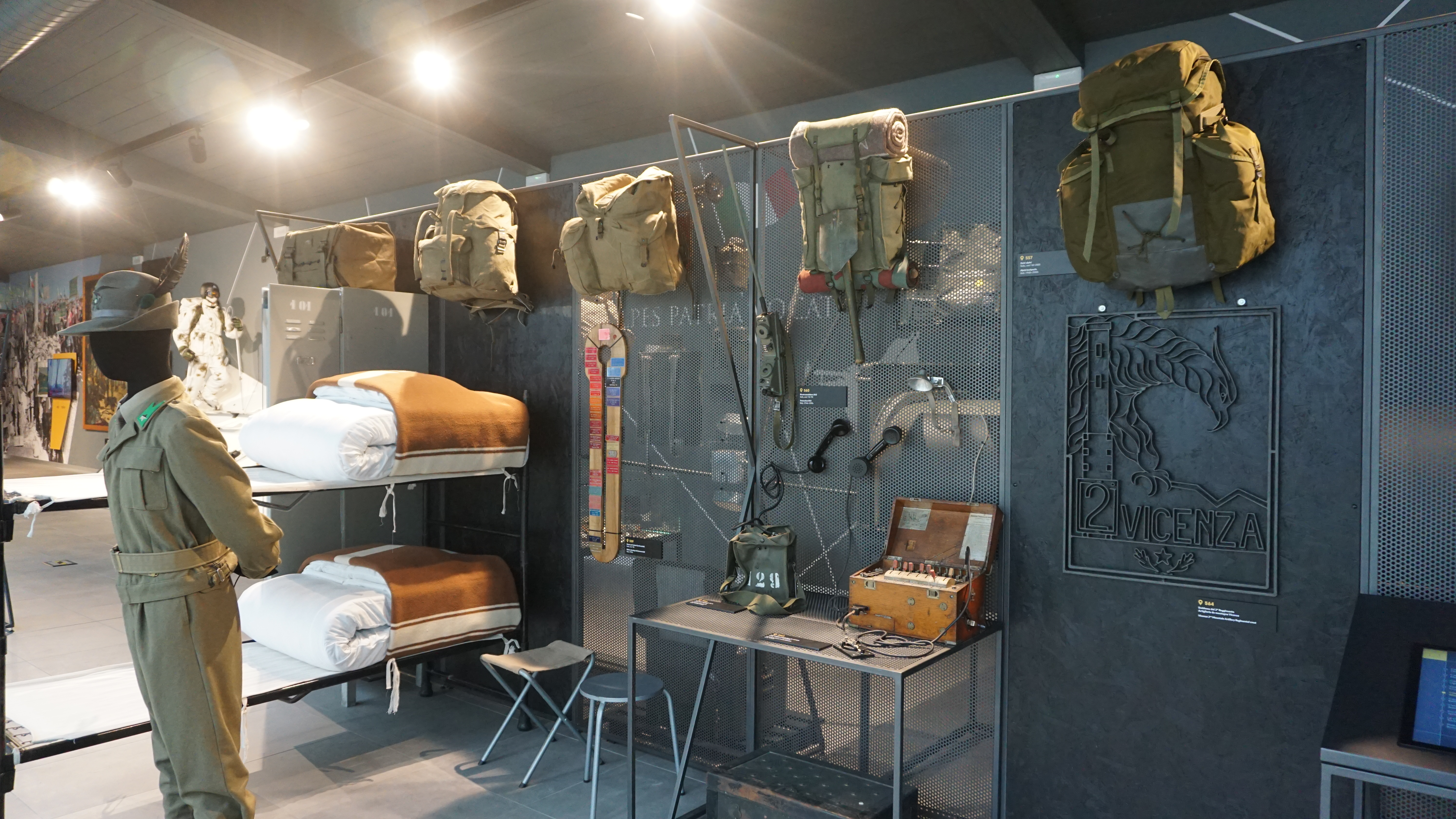
Un posto branda

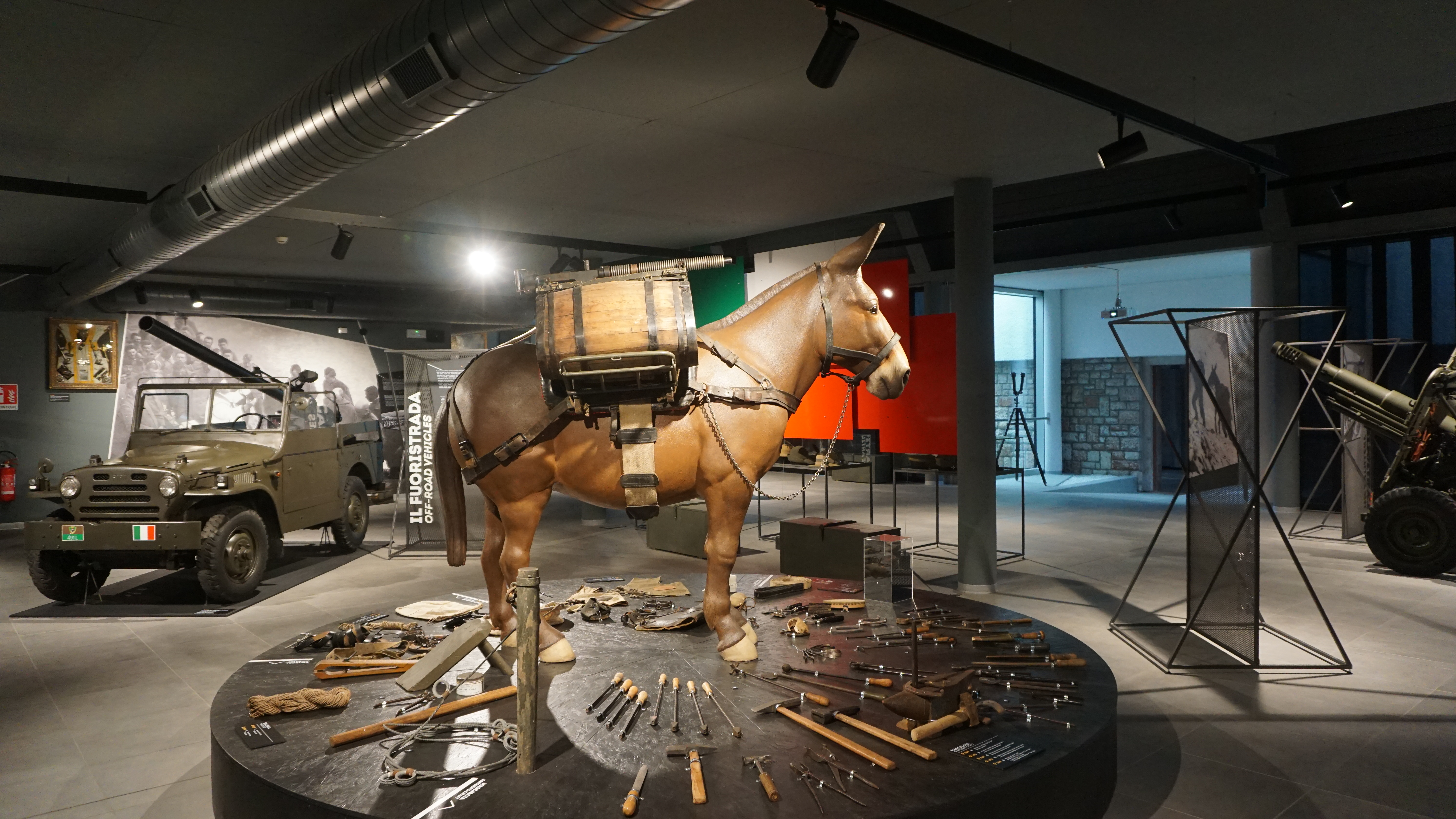
Mulo e relativi accessori

La struttura del nuovo Museo si presenta come un grande edificio moderno ed all’avanguardia, armonizzato con il paesaggio naturale del Doss Trento. Sulla facciata principale, sotto la nuova scritta del Museo Nazionale Storico degli Alpini, si ammira la “Vittoria Alata”, opera dell’artista Biancini da Faenza.
Arrivando dalla Strada degli Alpini, si trova una ampia scalinata che conduce all’ingresso del Museo. Alla base della scalinata ci sono le due colonne in pietra con le targhe “Fondazione Acropoli Alpina” e “Museo Storico delle Truppe Alpine”; al loro fianco, c’è il bollettino della Vittoria della prima guerra mondiale.*  Alla sinistra della scalinata, sono posizionati tre pezzi di artiglieria.
Lungo i fianchi della scalinata vi sono i diversi cippi realizzati in ricordo dei Reggimenti di Fanteria Alpina, dei Reggimenti di Artiglieria da Montagna e dei Battaglioni misti ed autonomi. Alla sua sommità, lo spazio si allarga per fare spazio alla nostra bandiera, al suo fianco, si trova una lastra in memoria dei Caduti.
Nell’ingresso è possibile scaricare la nostra applicazione gratuita, che consente di integrare la parte espositiva con quella descrittiva digitale; è presente un multimediale dove trovare le diverse informazioni relative al museo. Sempre all’ingresso, sul lato destro è posizionato uno schermo che visualizza i nomi dei nostri donatori, dei nostri benefattori e dei nostri collaboratori.
Sempre nell'atrio dell'ingresso, di fronte inizia il percorso di visita del Museo: attraverso il corpo centrale, esso si sviluppa lungo la Sala Medaglie d'Oro e verso la nuova parte espositiva "Alpino in movimento" realizzata nell'ampio spazio a nord; il percorso prosegue con l'area delle "tematiche alpine" lungo il settore est che riconduce verso l'uscita.